# 魚 (法老)
法老魚是前王朝時期的統治者。可能從未存在過，並且是由於對早期象形文字符號的誤解而產生的。
人們只能透過帶有他的標記（象形文字的魚符號）的文物來了解他。他統治的日期和地理範圍不得而知，真實姓名也不得而知。